# 石田保忠
石田 保忠（いしだ もりただ、1894年（明治27年）1月19日 - 1944年（昭和19年）11月20日）は、大日本帝国陸軍軍人。最終階級は陸軍中将。

## 経歴
東京府出身。1915年（大正4年）5月、陸軍士官学校第27期卒業。1927年（昭和2年）12月、陸軍大学校第39期卒業。
1938年（昭和13年）3月1日、陸軍歩兵大佐に進んだのち、同月25日、第8国境守備隊第2地区歩兵隊長に任じ、第16師団参謀長を経て、1941年（昭和16年）3月、陸軍少将に進み、第32歩兵団長に補され、山東省の警備に任じた。
ついで、1943年（昭和18年）6月に第8国境守備隊長に転じ、1944年（昭和19年）10月14日に樺太混成旅団長に補され、敷香に展開した。同月26日に陸軍中将に進むが、翌月の11月20日、陣没した。

## 親族
- 父：石田保謙（陸軍少将）
- 兄：石田保道（陸軍少将）
- 兄：石田保秀（陸軍中将）
- 兄：石田保政（陸軍大佐）
- 義兄：大橋武夫（妻文枝の兄、政治家、内務官僚）
- 二男：石田保昭（インド史学者、評論家）
- 岳父：大橋常三郎（陸軍少将）